# کالاله
کالاله (به لاتین: Kalalè) یک منطقهٔ مسکونی در بنین است که در استان بورگو واقع شده‌است. کالاله ۳٬۵۸۶ کیلومتر مربع مساحت و ۱۶۸٬۸۸۲ نفر جمعیت دارد.